# Monarcha Antigui i Barbudy
Monarcha Antigui i Barbudy – tytuł głowy państwa Antigua i Barbuda, którym obecnie jest król Karol III. Antigua i Barbuda jest jednym z królestw Wspólnoty Narodów (Commonwealth Realm), podobnie jak Kanada czy Saint Lucia, która związana jest unią personalną z Koroną brytyjską.

## Tytulatura
Tytuł Karola III jako króla Antigui i Barbudy brzmi:
- Charles III, by the Grace of God, King of Antigua and Barbuda and His other Realms and Territories, Head of the Commonwealth
- Karol III, Z Bożej łaski król Antigui i Barbudy i jego innych Królestw i Terytoriów, głowa Wspólnoty Narodów.

Króla w Antigui i Barbudzie zastępuje gubernator generalny.

## Monarchowie Antigui i Barbudy
- od 1981 do 8 września 2022[3]: Elżbieta II
- od 8 września 2022: Karol III